# Groengrijze honingvogel
De groengrijze honingvogel (Dicaeum minullum) is een zangvogel uit de familie Dicaeidae (bastaardhoningvogels).

## Verspreiding en leefgebied
Deze soort telt 5 ondersoorten:
- Dicaeum minullum olivaceum: van de oostelijke Himalaya tot zuidelijk China, noordelijk en centraal Indochina, Thailand en Myanmar.
- Dicaeum minullum minullum: Hainan (nabij zuidoostelijk China).
- Dicaeum minullum uchidai: Taiwan.
- Dicaeum minullum borneanum: Maleisië, Sumatra, Natuna-eilanden en Borneo.
- Dicaeum minullum sollicitans: Java en Bali.